# جبريل زلبرشتاين
جبريل زلبرشتاين (بالإسبانية: Gabriel Silberstein)‏ هو لاعب كرة مضرب تشيلي، ولد في 17 أكتوبر 1974 في نويمونستر في ألمانيا.

## وصلات خارجية
- جبريل زلبرشتاين على موقع رابطة محترفي التنس (الإنجليزية)
- جبريل زلبرشتاين على موقع الاتحاد الدولي لكرة المضرب (الإنجليزية)
- جبريل زلبرشتاين على موقع كأس ديفيز (الإنجليزية)
- جبريل زلبرشتاين على موقع خلاصة التنس.كوم (الإنجليزية)